# Adrian Bailey
Pour les articles homonymes, voir Bailey.
Adrian Edward Bailey (né le 11 décembre 1945) est un homme politique travailliste britannique. Il est député de West Bromwich West de 2000 à 2019. Il a été Président du Comité Entreprises, Innovation et Compétences de 2010 à 2015.

## Jeunesse
Né à Salisbury, Bailey fait ses études à la Cheltenham Grammar School avant de poursuivre ses études universitaires à l'Université d'Exeter, où il obtient en 1967 un baccalauréat spécialisé en histoire économique. Par la suite, il suit une formation au Loughborough College of Librarianship et obtient en 1971 un diplôme de troisième cycle en bibliothéconomie. De 1971 à 1982, il est employé comme bibliothécaire professionnel par le Conseil du comté de Cheshire et de 1973 à 1982, il travaille comme bibliothécaire et enseignant en études dans une école polyvalente du Cheshire.

## Carrière politique
Bailey se présente à South Worcestershire aux élections générales de 1970, où il est battu par Gerald Nabarro. Aux Élections générales britanniques de février 1974 et d'octobre 1974, il se présente sans succès à Nantwich, où il est battu par John Cockcroft.
En 1976, le président de la Chambre des communes, Selwyn Lloyd décide de se retirer de la Chambre des communes et Bailey se présente à l'élection partielle qui en résulte. Cependant, il est de nouveau vaincu, cette fois par David Hunt, qui devait plus tard entrer dans le cabinet de John Major. Bailey ne se présente plus à une élection parlementaire pendant 24 ans, mais se présente et perd pour le siège de député européen de l'Ouest du Cheshire en 1979.
En 1982, Bailey s'installe dans les West Midlands pour devenir un permanent politique à plein temps pour le Parti coopératif couvrant la région des Midlands et du South Yorkshire. Il occupe ce poste jusqu'à son élection au Parlement en 2000.
Il est élu conseiller du conseil municipal de Sandwell en 1991 et en est le chef adjoint de 1997 à 2000. Au moment de la démission de la Présidente des Communes, Betty Boothroyd en 2000, Bailey est secrétaire du Parti travailliste de circonscription et chef adjoint du conseil local et semble le choix évident pour se présenter dans ce siège travailliste sûr. Il est investi et gagne assez confortablement le 23 novembre 2000, entrant aux Communes 30 ans après sa première tentative.
À la suite de l'élection générale de 2005, Bailey devient secrétaire parlementaire privé du secrétaire d'État au Travail et aux Pensions et sert les secrétaires d'État successifs, David Blunkett et John Hutton. Il est secrétaire parlementaire privé de Bob Ainsworth, ministre d'État au ministère de la Défense.
Il soutient Owen Smith dans la tentative ratée de remplacer Jeremy Corbyn lors de l'élection à la direction du Parti travailliste en 2016.
Il prend sa retraite aux élections générales de 2019.

## Vie privée
En 1989, Bailey épouse Jill, une institutrice, et a un beau-fils nommé Daniel. Il est passionné de cricket et de football et soutient le Cheltenham Town FC.